# Maria Bomani
Vitória Nascimento Câmara (Rio de Janeiro, 18 de julho de 2000), mais conhecida como Maria Bomani ou simplesmente Maria, é uma atriz e cantora brasileira. Conhecida por ter participado da "Poesia Acústica #2: Sobre Nós" em 2017, e do BBB em 2022.

## Carreira

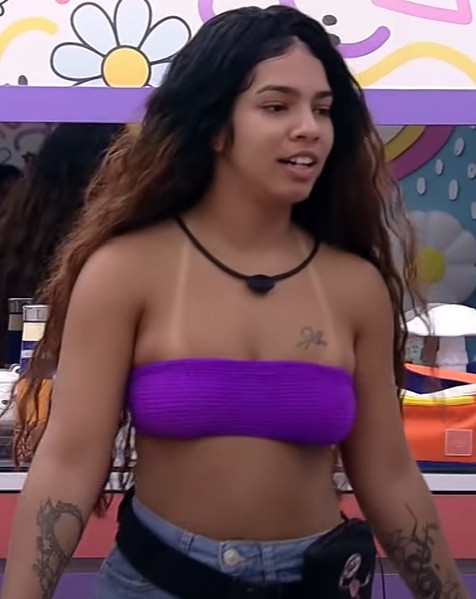
Maria durante sua participação no BBB 22

Ficou conhecida em 2017 como cantora pela participação no projeto Poesia Acústica, no canal oficial da marca Pineapple Storm no YouTube e colaborou nas faixas "Poesia Acústica #3 - Capricorniana" e "Poesia Acústica #2 - Sobre Nós", e pelos lançamentos solos após assinar com a gravadora Sony Music Brasil. Os singles "Nós" em parceria com Kayuá e Tiago Mac (um spin-off do "Poesia Acústica #2") conta com mais de 20 milhões de visualizações no YouTube, "Toda Vez", que conta com mais de 5 milhões de visualizações no YouTube, "Codinome" lançada em parceria com a Vevo, "Acabou" que conta com mais de 4 milhões de visualizações no YouTube, "Sagaz", "Eficaz" e "Perdão" que conta com mais de 20 milhões de visualizações no YouTube.
Como atriz, ficou conhecida pela personagem Verena Ovisco na telenovela Amor de Mãe, da TV Globo, papel que gerou a ela maior projeção entre o público mais adulto.
No dia 14 de janeiro de 2022, Maria foi anunciada como uma das participantes da vigésima segunda temporada do reality show Big Brother Brasil da TV Globo. Em 15 de fevereiro, foi expulsa do programa após cometer um ato interpretado como agressão pela produção da atração.

## Filmografia

### Televisão
| Ano     | Título             | Personagem                     | Nota(s)      |
| ------- | ------------------ | ------------------------------ | ------------ |
| 2019-21 | Amor de Mãe        | Verena Ovisco                  |              |
| 2021    | Central de Bicos   | Dalvanira                      |              |
| 2022    | Big Brother Brasil | Participante (Desclassificada) | Temporada 22 |

### Cinema
| Ano  | Título                          | Personagem | Nota |
| ---- | ------------------------------- | ---------- | ---- |
| 2022 | O Protagonista                  | Vitória    |      |
| 2023 | Bandida: A Número Um da Rocinha | Rebecca    |      |

## Discografia
| Ano  | Título                               | Artista                                                                                   |
| ---- | ------------------------------------ | ----------------------------------------------------------------------------------------- |
| 2017 | "Poesia Acústica #2: Sobre Nós"      | BK, Delacruz, Kayuá, Maria, Ducon, Luiz Lins                                              |
| 2018 | "Poesia Acústica #3: Capricorniana"  | Choice, Lord ADL, Maria, Salve Malak, Sant, Tiago Mac                                     |
| 2018 | "Poesia Acústica #5: Teu Popô Remix" | Chis MC, Maria, Don L, Ducon, Horadi, Kayuá, Luccas Carlos, Pineaple StormTv, Salve Malak |
| 2018 | "Anjos Caídos"                       | Maria, Morcego                                                                            |
| 2019 | "Toda Vez"                           | Maria                                                                                     |
| 2019 | "Sagaz"                              | Maria                                                                                     |
| 2019 | "Acabou"                             | Maria                                                                                     |
| 2019 | "Codinome"                           | Maria                                                                                     |
| 2019 | "Perdão"                             | Maria                                                                                     |
| 2019 | "Eficaz"                             | Maria                                                                                     |

## Prêmios e indicações
| Ano  | Premiação             | Categoria    | Produção             | Resultado |
| ---- | --------------------- | ------------ | -------------------- | --------- |
| 2024 | Prêmio Potências      | Atriz do Ano | Bandida: A Número Um | Venceu    |
| 2024 | Prêmio APCA de Cinema | Melhor Atriz | Bandida: A Número Um | Pendente  |